# Tangara lunigera
Tangara lunigera, "gulmaskad tangara", är en fågelart i familjen tangaror inom ordningen tättingar. Den betraktas oftast som en underart av brandkronad tangara (Tangara parzudakii), men urskiljs sedan 2016 som egen art av Birdlife International och IUCN.
Fågeln förekommer utmed Stillahavssluttningen i Colombia och västra Ecuador. Den kategoriseras av IUCN som livskraftig.